# Rhinella nicefori
Rhinella nicefori är en groddjursart som först beskrevs av Cochran och Coleman J. Goin 1970.  Rhinella nicefori ingår i släktet Rhinella och familjen paddor. IUCN kategoriserar arten globalt som starkt hotad. Inga underarter finns listade i Catalogue of Life.